# Ryunosuke Haga
Ryunosuke Haga (em japonês:  羽賀 龍之介, Haga Ryunosuke; Miyazaki, 28 de abril de 1991) é um judoca japonês da categoria até 100 quilos, medalhista olímpico.

## Carreira
Haga conquistou a medalha de bronze nos Jogos Olímpicos de 2016.